# Декшне (Підляське воєводство)
Декшне (пол. Deksznie) — село в Польщі, у гміні Шиплішки Сувальського повіту Підляського воєводства.
Населення — 66 осіб (2011).
У 1975—1998 роках село належало до Сувальського воєводства.

## Демографія
Демографічна структура станом на 31 березня 2011 року:
|          | Загалом | Допрацездатний вік | Працездатний вік | Постпрацездатний вік |
| -------- | ------- | ------------------ | ---------------- | -------------------- |
| Чоловіки | 32      | 5                  | 24               | 3                    |
| Жінки    | 34      | 9                  | 15               | 10                   |
| Разом    | 66      | 14                 | 39               | 13                   |